# Temple (London Underground)

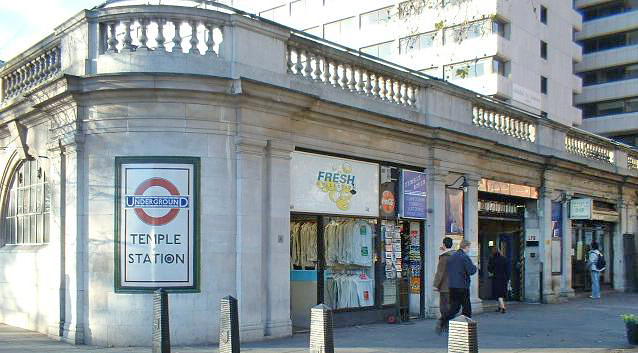
Stationsgebäude

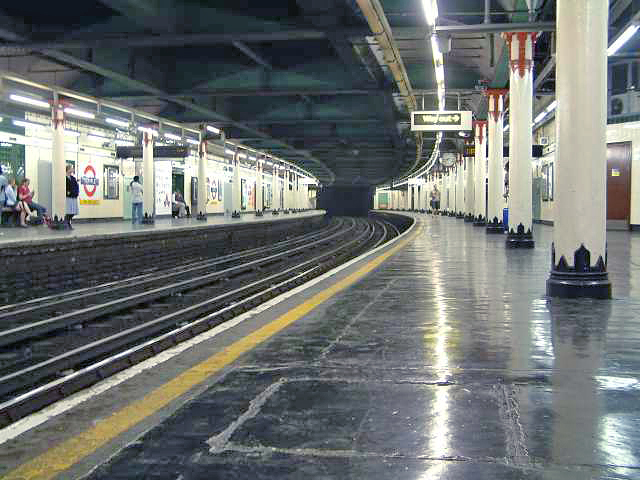
Bahnsteig

Temple ist eine unterirdische Station der London Underground in der City of Westminster. Sie liegt in der Travelcard-Tarifzone 1 am Nordufer der Themse. Im Jahr 2014 nutzten 8,14 Millionen Fahrgäste die von der Circle Line und der District Line bediente Station.
Der Stationsname ist von der nahe gelegenen Temple Church abgeleitet, der einstigen Hauptkirche des Templerordens in England. In der Nähe befinden sich auch die Fleet Street, die Inns of Court (Middle Temple, Inner Temple, Gray’s Inn und Lincoln’s Inn), die Royal Courts of Justice und das Bush House.
Die Eröffnung der Station erfolgte am 30. Mai 1870 durch die Metropolitan District Railway, die Vorgängergesellschaft der heutigen District Line. Der Bau der Station stand im Zusammenhang mit der Errichtung des Thames Embankment. Am 17. Mai 1938 fuhr ein Zug der Circle Line auf einen stehenden der District Line auf, weil er ein Stoppsignal überfahren hatte. Beim Unfall kamen sechs Menschen ums Leben, 45 weitere wurden verletzt.